# 남관
남관(南寬, 1913년 ~ 1990년 3월 30일)은 일제강점기, 대한민국의 서양화가이다.

## 생애
경상북도 청송(靑松) 출신이다. 일본 도쿄 다이헤이요 미술학교(東京太平洋美術學校)를 졸업하고 이인성(李仁星) 등과 일본 화단에서 활약하였다.
해방과 더불어 귀국하여 1947년 첫 개인전을 열었다. 1950년 이종우(李鍾禹) 등과 50년 미술협회의 결성에 참여했고, 6·25 후인 1951년 다시 일본으로 건너가 포름화랑에서 개인전을 가졌다. 1954년에는 프랑스로 건너가 파리의 아카데미 드 라그랑드 쇼미엘에서 수학했다. 1955년 재불(在佛) 외국인 화가전에 첫 출품한 것을 비롯하여 20여회의 초대전에 출품했다. 1958년에서 1966년까지 살롱 드 메, 1966년에는 레알리테 스피리튜엘전에 출품하였고, 망통 회화 비엔날레에서 피카소와 베르나르 뷔페를 제치고 대상 수상, 스페인의 투 루 쥬 미술관전에의 출품 등이 특기할 만한 사실이다. 파리생활 14년 동안 8백여 점의 작품을 제작했고 1백여 미술전에 출품했으며 8회의 개인전을 가졌다. 파리 국립미술관을 비롯하여 룩셈부르크, 이탈리아의 각 미술관에 그의 작품이 소장돼 있다. 1968년 귀국과 함께 개인전을 열었고 홍익대학교 교수로 재직하였다.

## 작품 및 평가
‘동양의 신비한 사상을 서양의 세련된 기법을 통해 마스터한 화가’라는 평을 듣고 있는 그의 화풍은 추상 표현주의의 흐름을 따르고 있으며, 한국의 고유한 형태나 전쟁의 체험들을 환상적으로 표현하여 기호화하거나 비형상적(非形相的)으로 해체시켜 간다. 대표작으로 〈낙조(落照)〉, 〈벽(壁)〉 등이 있다.
1973년 남관과 이응노사이에 있었던 창작 논쟁은 그의 작품세계를 드러내 준다. 고암은 종이 붙이기(파피에 콜레)나 상형문자를 바탕으로 한 자신의 작품과 남관의 작품이 유사하며, 예술가로서의 모방은 관중에 대한 사기행위이고 자기자신을 기만하는 일이라고 평가하며, 모방을 창작으로 착각하지 말고, 자신의 창조적 작품을 만들어 내는데 꾸준한 노력을 해야한다고 충고했다. 남관은 파피에 콜레는 브라크, 마티스, 후앙 그리, 피카소, 그리고 다다이즘 화가들이 화면에 도입한 기법이고, 문자를 화면 구성에 이용한 것도 2차대전 이전 브라크 등과 마크 토비나 재스퍼 존스 같은 작가들이 쓴 기법이며, "중국의 문자를 점점 변형시켜 가면 추상에 가까워진다"는 것은 실코크의 '중국예술의 서론'에도 발견된다고 대답했다. 즉, 남관은 파피에 콜레나 상형문자의 이용이 고암의 창조라고 생각한다면 커다란 착각이라는 말이었다.